# Зубья

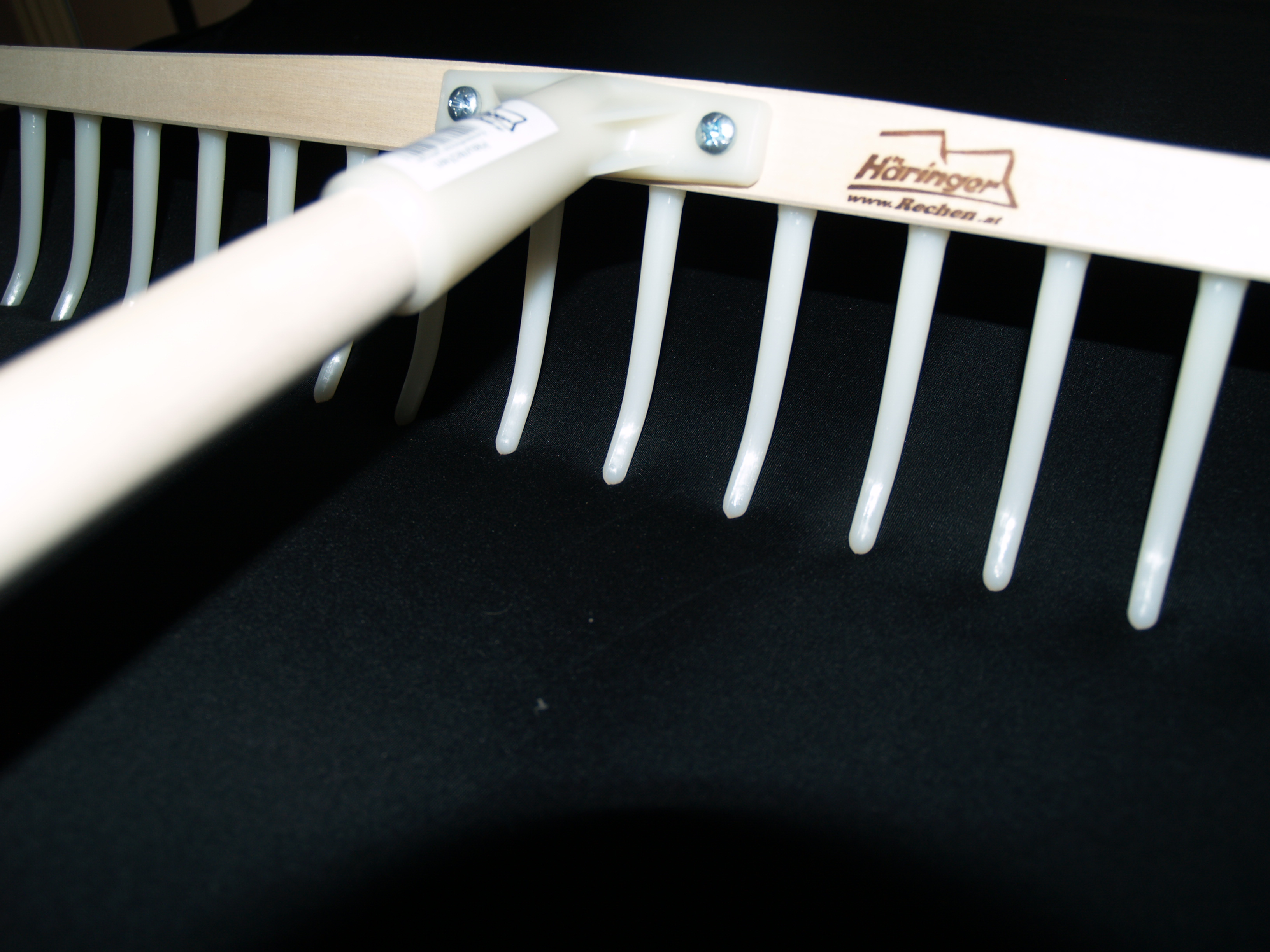
Зубья граблей

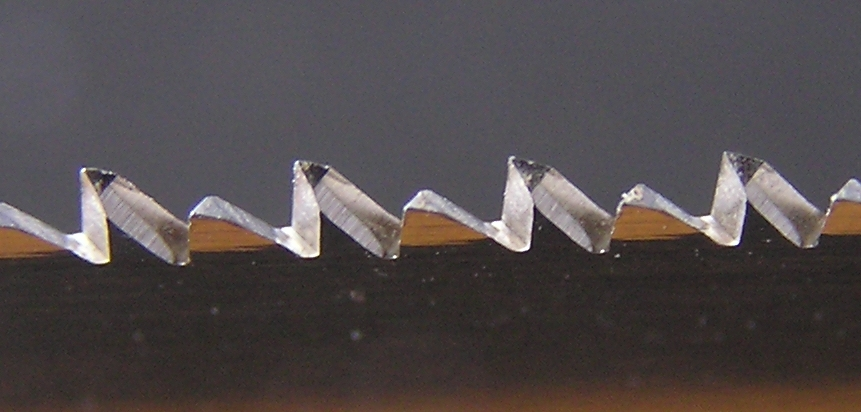
Зубья японской пилы нокогири

Зу́бья (также зубцы́) — серия выступов-«зубов», обычно заострённых, на каком-либо предмете (детали машины или инструменте). Термин используется для описания схожих по внешнему виду деталей разнообразных предметов: пилы, граблей, расчёски, зубчатых колёс.
В случае человека или животных множественным числом от «зуб» являются «зубы», использование варианта «зубья» указывает на искусственное происхождение. Антропоморфный характер образование технического термина во многих языках очевиден; подобие определяется формой (например, заострённая треугольная), ощущением при осязании (острота), иногда воздействием (разрушение).
Свойства зубьев в свою очередь порождают их символическое значение, так борона может выступать как фаллический символ (торчащие зубья), или использоваться для распугивания нечистой силы (острые зубья).
Однородность зубьев в ряду породила образное сравнение в хадисах: «все люди одинаковы, как зубья расчески», то есть Мухаммед был послан Богом всем народам.